# 乙塚古墳
乙塚古墳（おとづかこふん）は、岐阜県土岐市泉町久尻にある古墳。形状は方墳。付近の段尻巻古墳と合わせて国の史跡に指定されている（指定名称は「乙塚古墳 附 段尻巻古墳」）。

## 概要

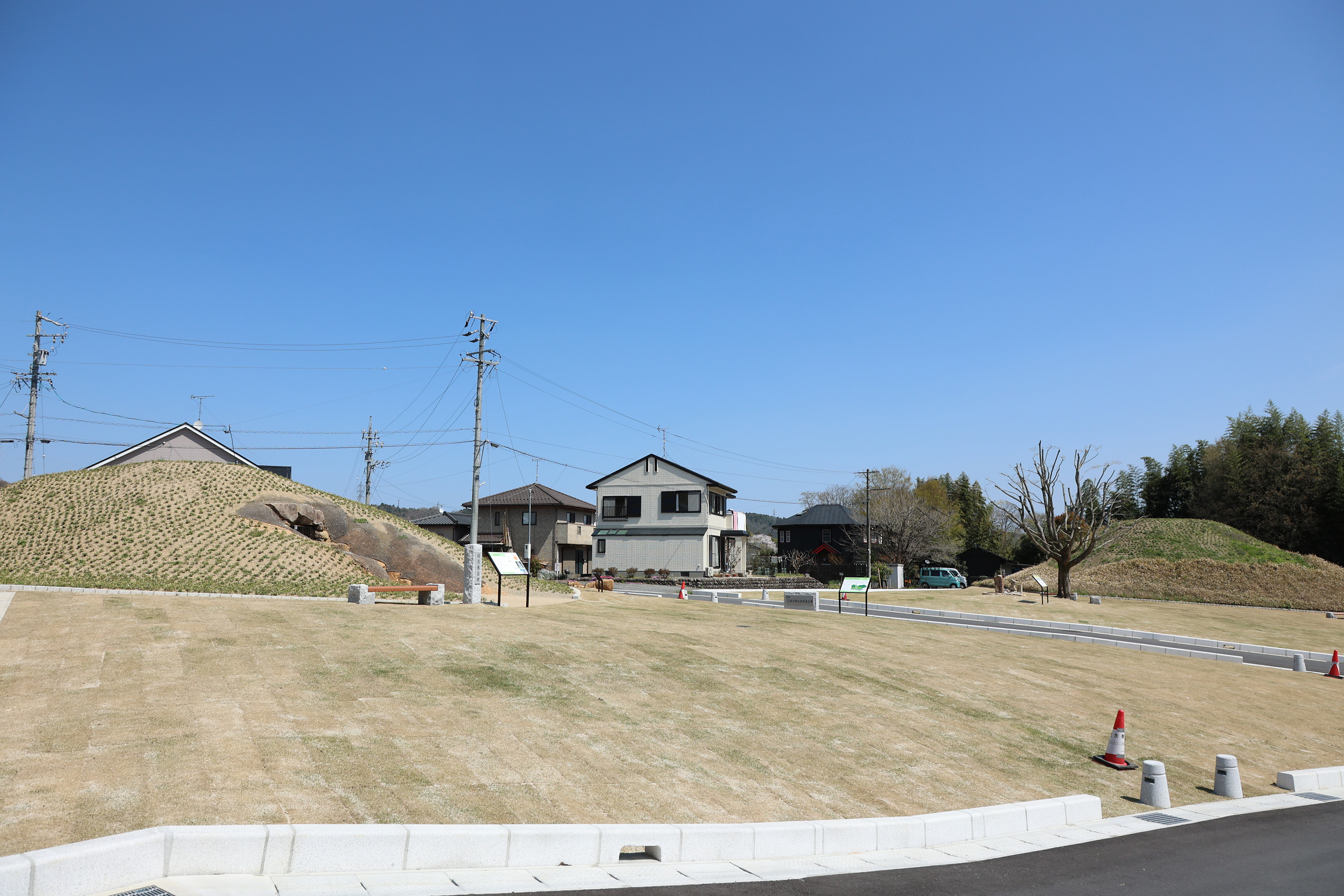
段尻巻古墳（左）・乙塚古墳（右奥）

岐阜県南東部、土岐川北岸の河岸段丘縁辺部（標高約150メートル）に築造された大型方墳である。地元では八坂入彦命（第10代崇神天皇皇子）の娘の弟姫の墓として伝承される。2002年度（平成14年度）以降に発掘調査が実施されている。
墳形は方形で（平成14年測量調査以前は円形とされた）、南北27.4メートル・東西26.1メートル・残存高さ5.8メートルを測る。墳丘外表で段築・葺石は認められていない。また墳丘周囲で周溝は認められていない。埋葬施設は両袖式の横穴式石室で、南南東方向に開口する。石室全長19.2メートルを測り、美濃地方では最大級の規模の大型石室として注目される。石室内の副葬品のほとんどは失われており、鉄製品片・須恵器片（鳥形のつまみが付いた装飾付須恵器含む）・土師器片がわずかに検出されている。
築造時期は、古墳時代終末期の7世紀前半頃の築造と推定され、段尻巻古墳とはほぼ同時期の築造とされる。東美濃地域では代表的な大型古墳であり、当時の刀支評（土岐郡）を治めた有力首長の墓と想定される。方墳の採用には畿内ヤマト王権との関わりが示唆され、ヤマト王権による地方の領域再編・支配の実態を考察するうえで重要視される古墳になる。
古墳域は1938年（昭和13年）に国の史跡に指定されている（指定名称は「乙塚古墳 附 段尻巻古墳」）。現在は史跡整備のうえで公開されているが、石室内への立ち入りは制限され、毎月第2日曜日に公開されている。

## 遺跡歴
- 安土桃山時代-江戸時代、陶工によって工房等として再利用。
- 江戸時代、陶祖神・山神を祀る場として信仰（天保5年（1834年）に陶祖神石祠の建立）。
- 明治初年、塚の南に所在した乙塚庵が廃寺（昭和3年の小川栄一報告）。
- 1927年（昭和2年）、文献上初見[2]。
- 1928年（昭和3年）、小川栄一による報告[2]。
- 1938年（昭和13年）12月14日、国の史跡に指定（指定名称は「乙塚古墳 附 段尻巻古墳」）[3]。
- 2002年（平成14年）、測量調査。方墳と確認。
- 2002-2005年度（平成14-17年度）、保存目的の発掘調査：乙塚・段尻巻第1-4次調査（土岐市教育委員会・土岐市埋蔵文化財センター、2007年に報告）。
- 2014-2015年度（平成26-27年度）、史跡整備に伴う確認調査：乙塚・段尻巻第5-6次調査（土岐市教育委員会・土岐市文化振興事業団、2017年に報告書刊行）[2]。
- 2017年（平成29年）10月13日、史跡範囲の追加指定[3]。
- 2018-2021年度（平成30-令和3年度）、史跡整備に伴う確認調査：乙塚・段尻巻第7-9次調査（土岐市教育委員会・土岐市文化振興事業団、2023年に報告書刊行）[4]。
- 2019-2023年（令和元-5年）、史跡整備。

## 埋葬施設

石室俯瞰図

石室展開図

埋葬施設としては両袖式横穴式石室が構築されており、南南東方向に開口する。石室の規模は次の通り。
- 石室全長：19.2メートル
- 玄室：長さ5.1メートル、幅1.9-2.7メートル、高さ2.7-3.0メートル
- 羨道：長さ5.4メートル、幅2.3-2.6メートル、高さ2.4-2.7メートル
- 前庭部：長さ8.1メートル、幅2.6-4.2メートル

石室の石材は、主に近辺で産出する花崗岩の割石で、間詰石・礫床にはチャートを使用する。玄室の平面形は胴張形。奥壁は巨石1枚の上に小石材を詰め、側壁は3段積みである。玄門部はまぐさ石・立柱石によって構築される。床面は玄室の一部で礫床が検出されており（現在は本来の床面よりも20センチメートル程度上面で復元）、羨道から前庭部では小礫を詰めた排水溝が認められる。天井石は、玄室では3枚、羨道では4枚。
石室内の副葬品のほとんどは失われており、発掘調査では鉄製品片・須恵器片・土師器片がわずかに検出されている。特に須恵器のうちでは、鳥形のつまみ（鳥鈕蓋）が付いた装飾付須恵器が出土例の少ないものとして注目される。

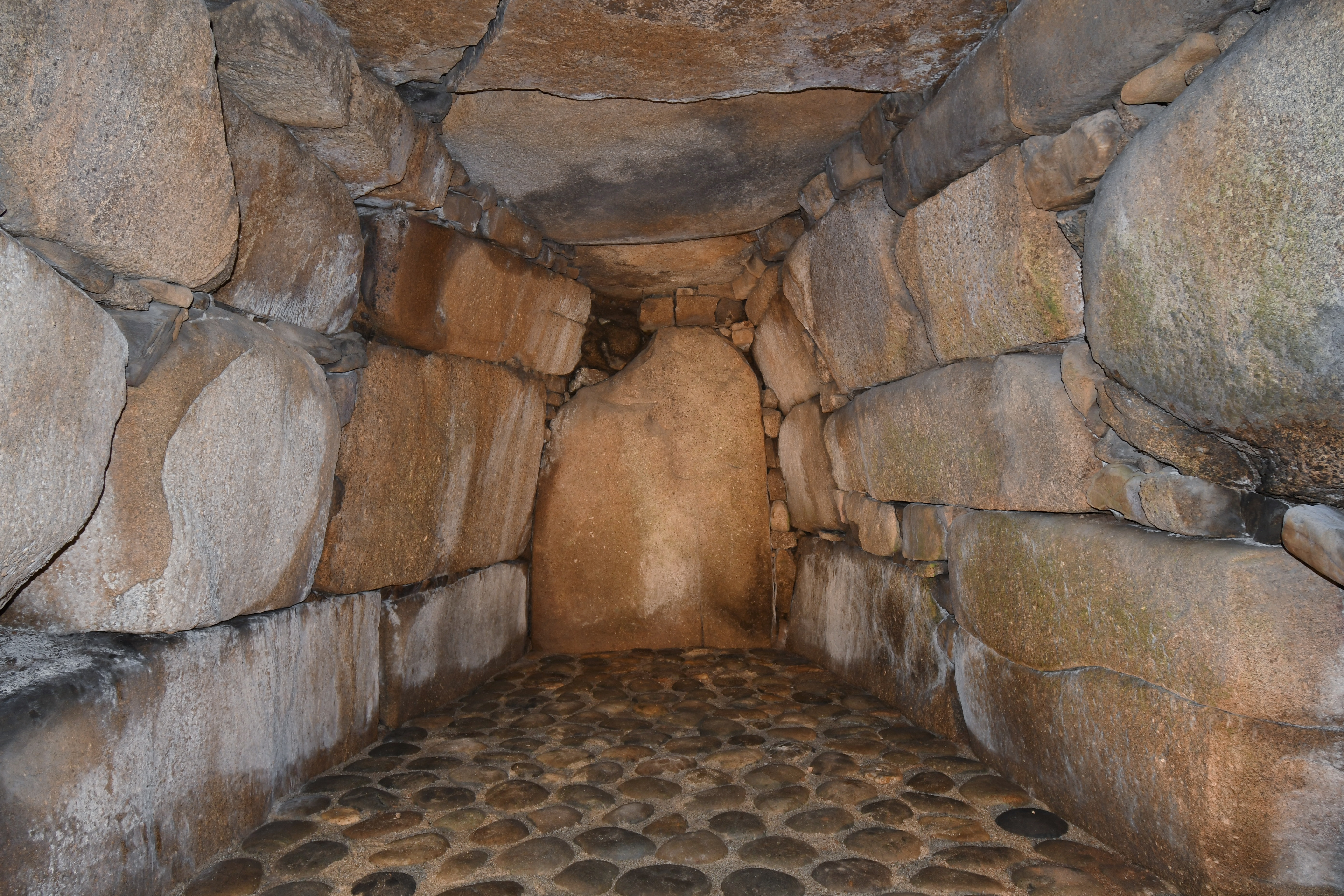
玄室（奥壁方向）
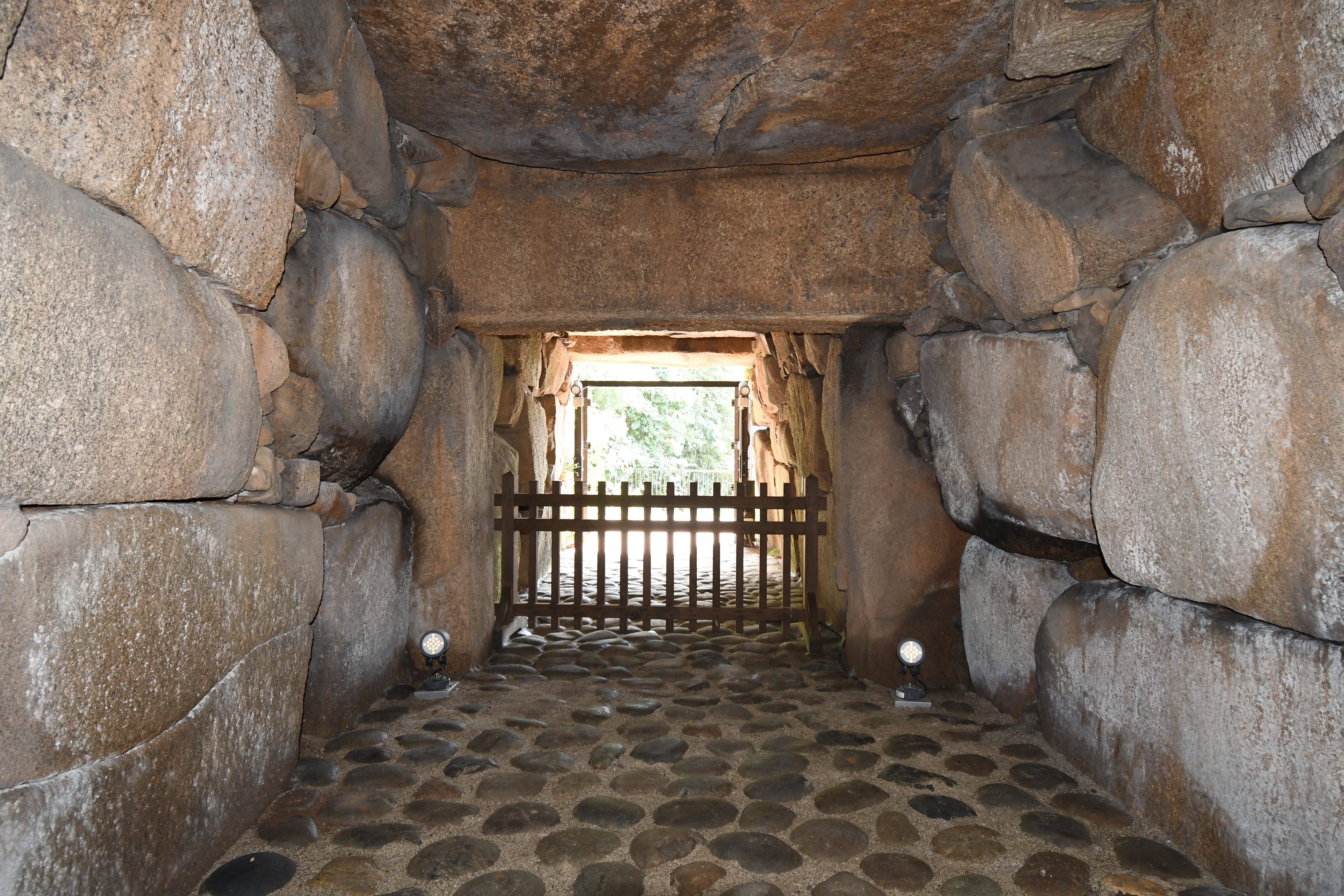
玄室（開口部方向）
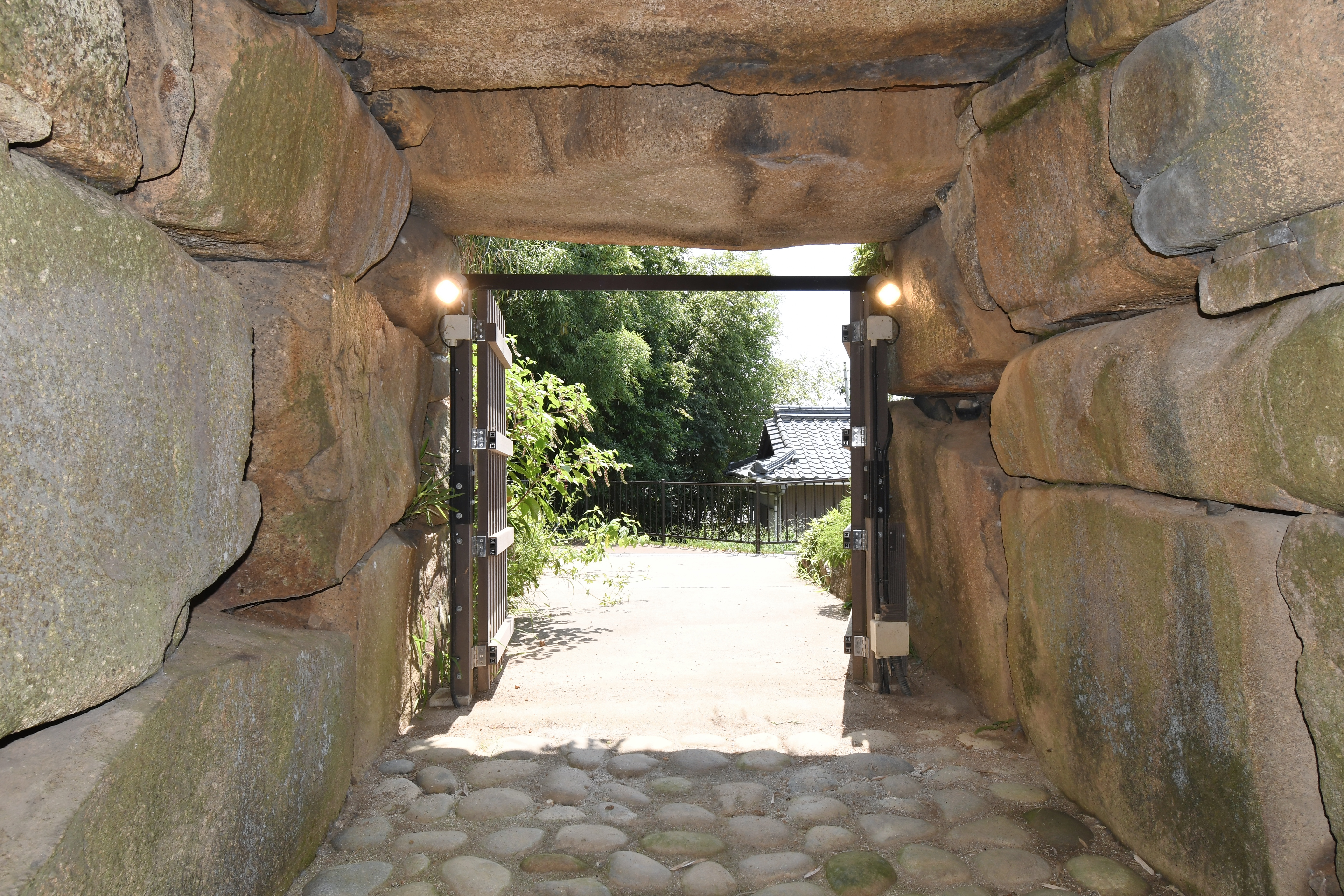
羨道（開口部方向）
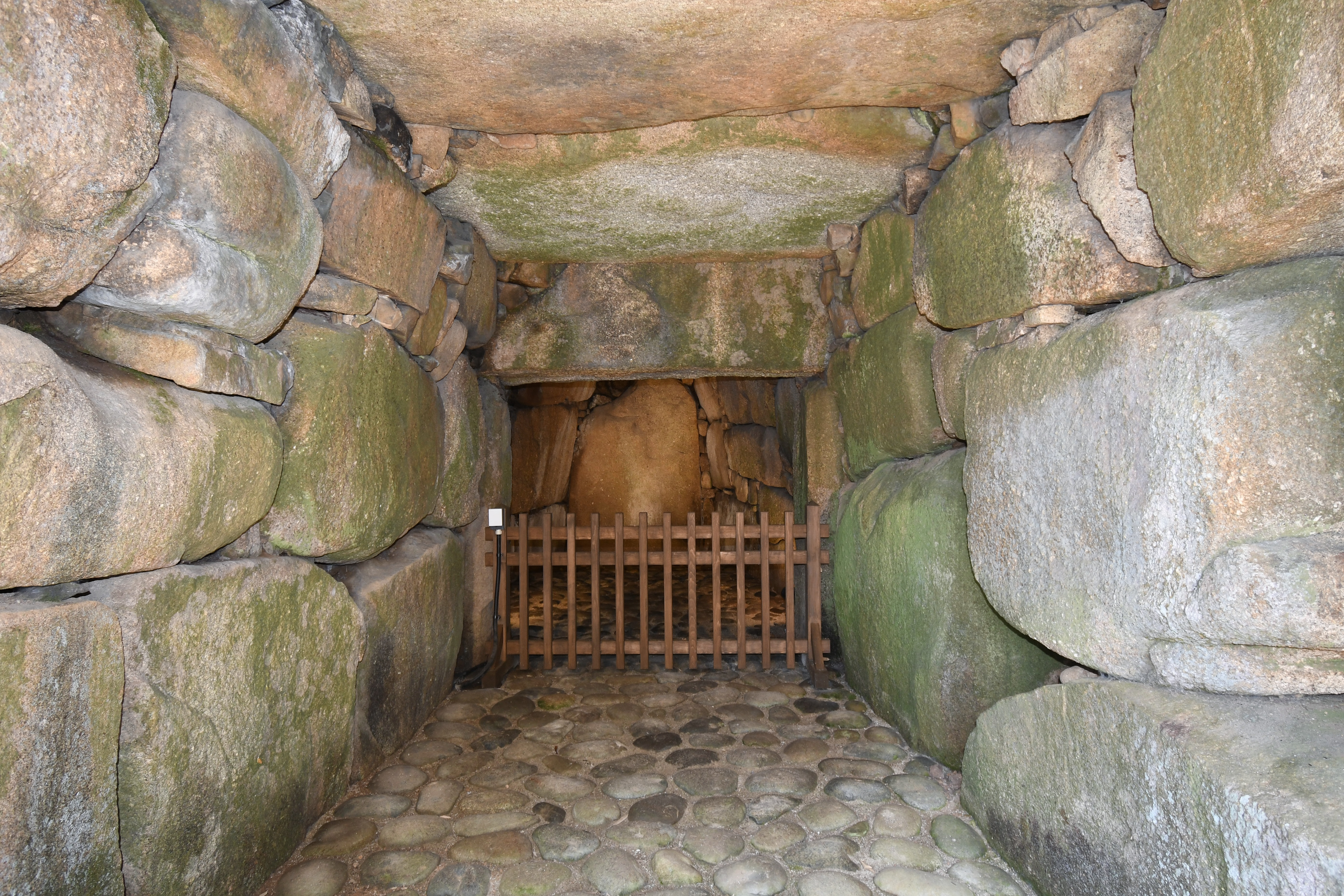
羨道（玄室方向）
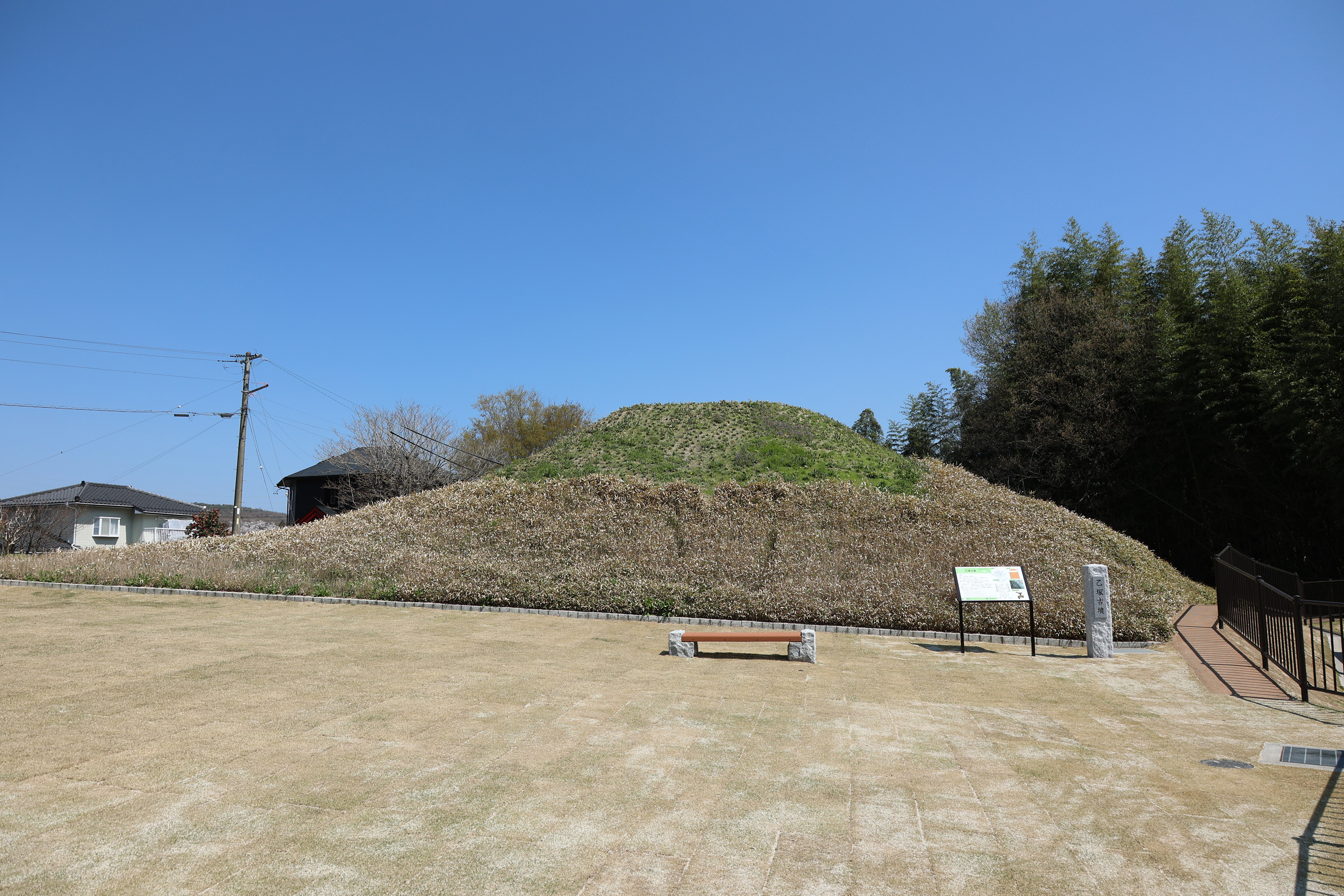
墳丘

## 文化財

### 国の史跡
- 乙塚古墳 附 段尻巻古墳 - 1938年（昭和13年）12月14日指定、2017年（平成29年）10月13日に史跡範囲の追加指定[3]。

## 関連施設
- 土岐市美濃陶磁歴史館（土岐市泉町久尻） - 乙塚古墳の出土品を保管。

## 関連文献
（記事執筆に使用していない関連文献）
- 『土岐市史』 第3巻（近代社会・土岐市の文化財）下、土岐市、1974年。
- 『平成16・17・18年度 土岐市市内遺跡発掘調査報告書 -乙塚古墳・段尻巻古墳・熊野神社3号墳範囲確認調査』土岐市教育委員会・財団法人土岐市埋蔵文化財センター、2007年。
- 牛丸岳彦「乙塚古墳と段尻巻古墳について -岐阜県土岐市所在の二古墳の調査-」『専修考古学』第6号、専修大学考古学会、1996年10月28日、59-65頁。